# Albert Ollivier
Pour les articles homonymes, voir Albert Ollivier (administrateur) et Ollivier.
 (juin 2021).
Si vous disposez d'ouvrages ou d'articles de référence ou si vous connaissez des sites web de qualité traitant du thème abordé ici, merci de compléter l'article en donnant les références utiles à sa vérifiabilité et en les liant à la section « Notes et références ».
Albert Ollivier, né le 1er mai 1915 à Paris 16e et mort le 18 juillet 1964 à Paris 13e, est un historien, écrivain, journaliste, homme politique et résistant français.

## Biographie
Après avoir fait des études en droit et en lettres à la Sorbonne, puis en sciences politiques, Albert Ollivier entre comme lecteur à La Nouvelle Revue française puis, en 1937, devient secrétaire de Gaston Gallimard.
Mobilisé en 1939, il devient journaliste à la radio après la débâcle, aux côtés de Claude Roy, mais quitte rapidement la radio de Vichy pour rejoindre les rangs de la Résistance. Pendant l'occupation, il collabore à Combat, le journal clandestin de la Résistance, et participe au Mouvement de résistance de la radio, avec Maurice Bourdet et Pierre Schaeffer, préparant avec cette équipe de journalistes des émissions pour la future radio libre dans un studio semi-clandestin à Paris. Il se lie d'amitié avec André Malraux et Albert Camus, et ne résiste pas au charisme du général de Gaulle. 
Éditorialiste de Combat avec Camus à la Libération, en 1944 (poste qu’il va quitter en 1945), Ollivier est membre du premier comité de rédaction des Temps Modernes, revue créée par Jean-Paul Sartre en octobre 1945. Il quitte Les Temps Modernes en juin 1946 avec Raymond Aron. Il poursuit sa carrière de journaliste et collabore régulièrement à Paris-Presse, à Critique, à La Nef et à Carrefour dont il fut un temps le directeur littéraire. 
En 1946, il publie un recueil de ses chroniques politiques de Combat, sous le titre Fausses sorties. Il est également l’auteur de plusieurs ouvrages historiques.
En 1947, il adhère au Rassemblement du peuple français (RPF). Membre du conseil national du parti gaulliste, il dirigeait son organe hebdomadaire, Le Rassemblement.
En juillet 1958, il est nommé sous-directeur auprès de directeur général de la RTF, puis directeur des informations parlées et télévisées en décembre de la même année. En octobre 1959, il devient le directeur des programmes télévisés de la RTF, fonction qu'il cesse d'exercer en 1964. Il est à l'origine d'émissions de la télévision, telles que Les Perses, Portrait-souvenirs, Terre des arts et Cinq colonnes à la une et a donné leurs premières chances à Jean-Christophe Averty, Jean-Marie Drot et Claude Santelli. 
Il meurt dans la nuit du 18 juillet 1964, des suites d’une longue maladie. Les hauts dignitaires de l'État étaient présents ou représentés à ses obsèques.

### Décoration
- Chevalier de la Légion d'honneur

## Postérité
- Un prix Albert-Ollivier a été créé pour les travailleurs de la télévision.

## Œuvres
- 1939 : La Commune (1871). Anatomie des révolutions, Gallimard
- 1946 : Fausses sorties, La Jeune Parque
- 1954 : Saint-Just et la force des choses, Gallimard ; adapté pour la télévision par Pierre Cardinal en 1974
- 1958 : Les Templiers, Gallimard
- 1959 : Le 18 brumaire, Gallimard